# Mianmar nos Jogos Olímpicos de Verão de 2020
Mianmar participa nos Jogos Olímpicos de Verão de 2020 em Tóquio. Originalmente programados para ocorrerem de 24 de julho a 9 de agosto de 2020, os Jogos foram adiados para 23 de julho a 8 de agosto de 2021, por causa da pandemia COVID-19. Será a 17ª participação consecutiva da nação nos Jogos Olímpicos de Verão, embora tenha competido previamente na maioria das edições sob o nome "Birmânia". 

## Competidores
Abaixo está a lista do número de competidores nos Jogos.
| Esporte   | Masculino | Feminino | Total |
| --------- | --------- | -------- | ----- |
| Badminton | 0         | 1        | 1     |
| Judô      | 0         | 1        | 1     |
| Tiro      | 1         | 0        | 1     |
| Total     | 1         | 2        | 3     |

## Badminton
O Mianmar inscreveu uma jogadora do badminton para o torneio olímpico. Thet Htar Thuzar foi selecionada para competir no individual feminino dos Jogos com base no Ranking da Corrida para Tóquio da BWF.
| Atleta           | Evento              | Fase de grupos       | Fase de grupos       | Fase de grupos       | Fase de grupos | Eliminação           | Quartas-de-final     | Semifinal            | Final / BM           | Final / BM |
| Atleta           | Evento              | Adversário Resultado | Adversário Resultado | Adversário Resultado | Posição        | Adversário Resultado | Adversário Resultado | Adversário Resultado | Adversário Resultado | Posição    |
| ---------------- | ------------------- | -------------------- | -------------------- | -------------------- | -------------- | -------------------- | -------------------- | -------------------- | -------------------- | ---------- |
| Thet Htar Thuzar | Individual feminino | INA Tunjung ( , )    | BEL Tan ( , )        |                      |                |                      |                      |                      |                      |            |

## Judô
O Mianmar inscreveu uma judoca para o torneio olímpico após receber convite da Comissão Tripartite da International Judo Federation.
Feminino
| Atleta           | Evento | Rodada de 32         | Oitavas-de-final     | Quartas-de-final     | Semifinais           | Repescagem           | Final / BM           | Final / BM |
| Atleta           | Evento | Adversária Resultado | Adversária Resultado | Adversária Resultado | Adversária Resultado | Adversária Resultado | Adversária Resultado | Posição    |
| ---------------- | ------ | -------------------- | -------------------- | -------------------- | -------------------- | -------------------- | -------------------- | ---------- |
| Chu Myat Noe Wai | 63 kg  |                      |                      |                      |                      |                      |                      |            |

## Tiro
O Mianmar recebeu um convite da Comissão Tripartite para enviar um atirador da pistola para as Olimpíadas, contanto que a marca de qualificação mínima (MQS) fosse atingida até 5 de junho de 2021.
| Atleta       | Evento                       | Qualificação | Qualificação | Final  | Final   |
| Atleta       | Evento                       | Pontos       | Posição      | Pontos | Posição |
| ------------ | ---------------------------- | ------------ | ------------ | ------ | ------- |
| Ye Tun Naung | Pistola de ar 10 m masculino |              |              |        |         |